# Nesticella aelleni
Nesticella aelleni là một loài nhện trong họ Nesticidae.
Loài này thuộc chi Nesticella. Nesticella aelleni được Paolo Marcello Brignoli miêu tả năm 1972.